# Fàbrica de Joan Debant
La Fàbrica de Joan Debant és un edifici del municipi de Rubí (Vallès Occidental) que està protegit com a bé cultural d'interès local.

## Edifici
És un edifici fabril entre mitgeres i planta en L, desenvolupat en planta baixa i dos pisos, a les que s'accedeix pel carrer de la Riera, 8. Destaca la façana de la plaça Guardiet d'aire modernista, amb obertures arrodonides, reixes amb motius florals i acroteri ondulat emmarcant la data de l'edifici: "RM 1914". Aquest edifici sobresurt respecte de les altres façanes.